# Mellanvikt i grekisk-romersk stil i brottning vid olympiska sommarspelen 2000
Herrarnas brottningsturnering i grekisk-romersk stil i viktklassen mellanvikt vid olympiska sommarspelen 2008 avgjordes den 25-27 september i Sydney i Sydney Convention and Exhibition Centre. 

## Medaljörer
| Klass      | Guld                      | Silver                  | Brons                           |
| Mellanvikt | Hamza Yerlikaya · Turkiet | Sándor Bárdosi · Ungern | Muchran Vachtangadze · Georgien |

## Resultat

### Förkortningar
- EF — Vinst genom förverkande, förloraren ej plancerad
- E2 — Båda brottarna diskvalificerade för brott mot reglerna
- EV — Diskvalifikation från samtliga tävlingar för brott mot reglerna
- EX — 3 varningar eller brott mot reglerna
- PA — Skada/uteblivande
- PO — Vinst efter poäng, förloraren utan teknik-poäng
- PP — Vinst efter poäng, förloraren med teknik-poäng
- SP — Teknisk överlägsenhet, 10 poängs skillnad, förloraren hade poäng
- ST — Teknisk överlägsenhet, 10 poängs skillnad, förloraren utan poäng
- TO — Vinst efter fall
- KP — Klassificeringspoäng
- TP — Tekniska poäng

### Utslagningsronder

#### Grupp 1
| Tävlande              | Vunna | Förlorade | KP | TP |
| --------------------- | ----- | --------- | -- | -- |
| Hamza Yerlikaya (TUR) | 2     | 0         | 7  | 15 |
| Thomas Zander (GER)   | 1     | 1         | 4  | 4  |
| Marko Asell (FIN)     | 0     | 2         | 1  | 1  |

| Röd             | Blå             | KP     | TP   |
| --------------- | --------------- | ------ | ---- |
| Marko Asell     | Thomas Zander   | 1-3 PP | 1-3  |
| Hamza Yerlikaya | Marko Asell     | 4-0 ST | 10-0 |
| Thomas Zander   | Hamza Yerlikaya | 1-3 PP | 1-5  |

#### Grupp 2
| Tävlande                  | Vunna | Förlorade | KP | TP |
| ------------------------- | ----- | --------- | -- | -- |
| Luis Enrique Méndez (CUB) | 2     | 0         | 6  | 9  |
| Mohamed Abdelfatah (EGY)  | 1     | 1         | 5  | 15 |
| Quincey Clark (USA)       | 0     | 2         | 0  | 0  |

| Röd                 | Blå                 | KP     | TP   |
| ------------------- | ------------------- | ------ | ---- |
| Quincey Clark       | Luis Enrique Méndez | 0-3 PO | 0-5  |
| Mohamed Abdelfatah  | Quincey Clark       | 4-0 ST | 12-0 |
| Luis Enrique Méndez | Mohamed Abdelfatah  | 3-1 PP | 4-3  |

#### Grupp 3
| Tävlande                  | Vunna | Förlorade | KP | TP |
| ------------------------- | ----- | --------- | -- | -- |
| Valeriy Tsilent (BLR)     | 1     | 1         | 4  | 4  |
| Aleksandr Menshikov (RUS) | 1     | 1         | 3  | 2  |
| Vyacheslav Oleynyk (UKR)  | 1     | 1         | 3  | 6  |

| Röd                 | Blå                 | KP     | TP  |
| ------------------- | ------------------- | ------ | --- |
| Aleksandr Menshikov | Valeriy Tsilent     | 0-3 PO | 0-3 |
| Vyacheslav Oleynyk  | Aleksandr Menshikov | 0-3 PO | 0-2 |
| Valeriy Tsilent     | Vyacheslav Oleynyk  | 1-3 PP | 1-6 |

#### Grupp 4
| Tävlande                   | Vunna | Förlorade | KP | TP |
| -------------------------- | ----- | --------- | -- | -- |
| Mukhran Vakhtangadze (GEO) | 2     | 0         | 6  | 8  |
| Toomas Proovel (EST)       | 1     | 1         | 4  | 8  |
| Raatbek Sanatbayev (KGZ)   | 0     | 2         | 2  | 3  |

| Röd                  | Blå                  | KP     | TP  |
| -------------------- | -------------------- | ------ | --- |
| Toomas Proovel       | Mukhran Vakhtangadze | 1-3 PP | 4-6 |
| Raatbek Sanatbayev   | Toomas Proovel       | 1-3 PP | 2-4 |
| Mukhran Vakhtangadze | Raatbek Sanatbayev   | 3-1 PP | 2-1 |

#### Grupp 5
| Tävlande              | Vunna | Förlorade | KP | TP |
| --------------------- | ----- | --------- | -- | -- |
| Sándor Bárdosi (HUN)  | 3     | 0         | 10 | 19 |
| Martin Lidberg (SWE)  | 2     | 1         | 7  | 3  |
| Eddy Bartolozzi (VEN) | 1     | 2         | 4  | 5  |
| Arek Olczak (AUS)     | 0     | 3         | 0  | 0  |

| Röd            | Blå             | KP     | TP   |
| -------------- | --------------- | ------ | ---- |
| Sándor Bárdosi | Martin Lidberg  | 3-0 PO | 2-0  |
| Arek Olczak    | Eddy Bartolozzi | 0-3 PO | 0-3  |
| Sándor Bárdosi | Arek Olczak     | 4-0 ST | 12-0 |
| Martin Lidberg | Eddy Bartolozzi | 3-1 PP | 3-2  |
| Sándor Bárdosi | Eddy Bartolozzi | 3-0 PO | 5-0  |
| Martin Lidberg | Arek Olczak     | 4-0 PA |      |

#### Grupp 6
| Tävlande                   | Vunna | Förlorade | KP | TP |
| -------------------------- | ----- | --------- | -- | -- |
| Fritz Aanes (NOR)          | 3     | 0         | 10 | 25 |
| Gotsha Tsitsiashvili (ISR) | 2     | 1         | 8  | 16 |
| Yuriy Vitt (UZB)           | 1     | 2         | 4  | 5  |
| Amor Bach Hamba (TUN)      | 0     | 3         | 2  | 2  |

| Röd                  | Blå             | KP     | TP   |
| -------------------- | --------------- | ------ | ---- |
| Gotsha Tsitsiashvili | Fritz Aanes     | 1-3 PP | 2-7  |
| Yuriy Vitt           | Amor Bach Hamba | 3-1 PP | 4-1  |
| Gotsha Tsitsiashvili | Yuriy Vitt      | 3-0 PO | 3-0  |
| Fritz Aanes          | Amor Bach Hamba | 4-0 ST | 12-0 |
| Gotsha Tsitsiashvili | Amor Bach Hamba | 4-1 SP | 11-1 |
| Fritz Aanes          | Yuriy Vitt      | 3-1 PP | 6-1  |

### Utslagningsträd
|  | Kvartsfinaler              | Kvartsfinaler              |                       |                   | Semifinaler                | Semifinaler |  |  | Final | Final |
|  |                            |                            |                       |                   |                            |             |  |  |       |       |
|  | 27 september               |                            |                       |                   |                            |             |  |  |       |       |
|  |                            |                            |                       |                   |                            |             |  |  |       |       |
|  | Hamza Yerlikaya (TUR)      | 3                          |                       |                   |                            |             |  |  |       |       |
|  | Hamza Yerlikaya (TUR)      | 3                          | 27 september          |                   |                            |             |  |  |       |       |
|  | Luis Enrique Méndez (CUB)  | 0                          |                       |                   |                            |             |  |  |       |       |
|  | Luis Enrique Méndez (CUB)  | 0                          | Hamza Yerlikaya (TUR) | 3                 |                            |             |  |  |       |       |
|  |                            |                            | Hamza Yerlikaya (TUR) | 3                 |                            |             |  |  |       |       |
|  |                            | Mukhran Vakhtangadze (GEO) | 0                     |                   |                            |             |  |  |       |       |
|  | Valeriy Tsilent (BLR)      | Mukhran Vakhtangadze (GEO) | 0                     | 5                 |                            |             |  |  |       |       |
|  | Valeriy Tsilent (BLR)      |                            | 27 september          | 5                 |                            |             |  |  |       |       |
|  | Mukhran Vakhtangadze (GEO) | 6                          |                       |                   |                            |             |  |  |       |       |
|  | Mukhran Vakhtangadze (GEO) | 6                          | Hamza Yerlikaya (TUR) | 3                 |                            |             |  |  |       |       |
|  |                            |                            | Hamza Yerlikaya (TUR) | 3                 |                            |             |  |  |       |       |
|  |                            | Sándor Bárdosi (HUN)       | 3                     |                   |                            |             |  |  |       |       |
|  | Sándor Bárdosi (HUN)       | Sándor Bárdosi (HUN)       | 3                     |                   |                            |             |  |  |       |       |
|  |                            |                            |                       |                   |                            |             |  |  |       |       |
|  | Bye                        |                            |                       |                   |                            |             |  |  |       |       |
|  | Sándor Bárdosi (HUN)       | 4                          | Bronsmatch            | Bronsmatch        |                            |             |  |  |       |       |
|  | Sándor Bárdosi (HUN)       | 4                          | Bronsmatch            | Bronsmatch        |                            |             |  |  |       |       |
|  |                            | Fritz Aanes (NOR)          | 1                     |                   |                            |             |  |  |       |       |
|  | Fritz Aanes (NOR)          | Fritz Aanes (NOR)          | 1                     |                   | Mukhran Vakhtangadze (GEO) | 4           |  |  |       |       |
|  | Fritz Aanes (NOR)          |                            |                       |                   | Mukhran Vakhtangadze (GEO) | 4           |  |  |       |       |
|  | Bye                        |                            |                       | Fritz Aanes (NOR) | 0                          |             |  |  |       |       |
|  | Bye                        |                            |                       | Fritz Aanes (NOR) | 0                          |             |  |  |       |       |
|  |                            |                            |                       |                   |                            |             |  |  |       |       |
|  |                            |                            |                       |                   |                            |             |  |  |       |       |